# Dirk Vondran
Dirk Vondran (geb. vor 1978) ist ein deutscher Theaterschauspieler und Hochschullehrer.

## Leben
Vondran studierte von 1978 bis 1982 Schauspiel an der Theaterhochschule „Hans Otto“ Leipzig. Von 1982 bis 1990 arbeitete er am Schauspiel Leipzig. Im Jahr 1993 wurde er zum Professor für Musik und Liedgestaltung an der Hochschule für Musik und Theater „Felix Mendelssohn Bartholdy“ Leipzig ernannt. Seit 1995 ist er an Theatern und Hochschulen in Liège, Brüssel, St. Petersburg, Bourgogne, Paris und Udine tätig.
Von 2006 bis 2010 war er Prorektor für künstlerische Praxis der Hochschule für Musik und Theater „Felix Mendelssohn Bartholdy“ Leipzig.
| Personendaten    | Personendaten                                     |
| ---------------- | ------------------------------------------------- |
| NAME             | Vondran, Dirk                                     |
| KURZBESCHREIBUNG | deutscher Theaterschauspieler und Hochschullehrer |
| GEBURTSDATUM     | vor 1978                                          |